# Rosa de Tudor

Rosa de Tudor

A rosa de Tudor (por vezes chamada de Rosa Inglesa) é um emblema heráldico tradicional da Inglaterra. As origens e o nome derivam da Casa de Tudor.

## Origens
Quando Henrique VII de Inglaterra tomou a coroa de Inglaterra de Ricardo III de Inglaterra em batallha, pôs um fim à Guerra das Rosas entre a Casa de Lencastre (cujo emblema era uma rosa vermelha) e a Casa de York (cujo emblema era uma rosa branca). Seu pai era Edmundo Tudor da Casa de Richmond, e sua mãe era Margarida Beaufort da Casa de Lencastre - ele desposou Isabel de York para juntar todas as facções.
No seu casamento, Henrique adoptou o emblema da Rosa de Tudor juntamente com a Rosa branca de Iorque e a Rosa vermelha de Lencastre. Ocasionalmente, a Rosa de Tudor é vista dividida verticalmente (em pala) de vermelho e branco. Mais comum é a rosa ser reproduzida como dupla, branco em vermelho se posta num campo de metal (ouro ou prata), ou vermelho em branco se colocada num campo de cor, devido ao cumprimento das regras heráldicas.

### Uso histórico

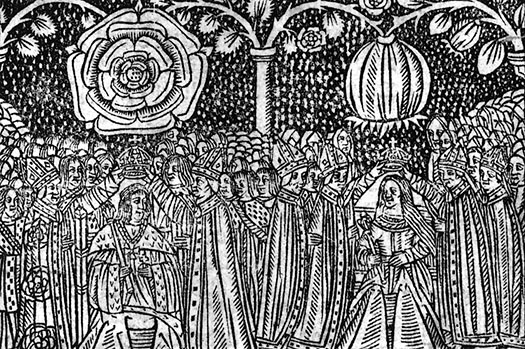
Xilogravura do século XVI da coroação de Henrique VIII e Catarina de Aragão mostrando-os com seus respectivos distintivos: a rosa de Tudor e a romã

Durante o seu reinado, Henrique VIII teve a lendária "Mesa Redonda" no Castelo de Winchester - que se acreditava ser genuína - repintada. O novo esquema de pintura incluía uma rosa Tudor no centro. Embora antes disso, seu pai, Henrique VII, construiu uma capela na Abadia de Westminster dedicada a si mesmo (mais tarde foi usada para o local de seu túmulo) e foi decorada principalmente com a rosa Tudor e a ponte levadiça Beaufort - como uma forma de propaganda para definir sua reivindicação ao trono.
O distintivo das rosas de Tudor pode parecer escorregado e coroado: mostrado como um corte com um caule e deixa abaixo de uma coroa; esse distintivo aparece em "Pelican Portrait", de Nicholas Hilliard, de Elizabeth I e, desde uma Ordem no Conselho (datada de 5 de novembro de 1800), serviu como emblema da Royal Floral da Inglaterra.
A rosa Tudor também pode aparecer dimidiada (cortada ao meio e combinada com metade de outro emblema) para formar um distintivo composto. O Rolo do Torneio de Westminster inclui um distintivo de Henrique e sua primeira esposa, Catarina de Aragão, com uma rosa Tudor escorregadia unida ao distintivo pessoal de Catarina, a romã; a filha deles, Maria I, usava o mesmo distintivo. Jaime I da Inglaterra e VI da Escócia usaram um distintivo que consistia de uma rosa de Tudor, dimidiada com um cardo e encimada por uma coroa real.

### Uso contemporâneo
O coroado e escorregadio Tudor Rose é usado como emblema da planta da Inglaterra, como a Escócia usa o cardo, a Irlanda usa o trevo, e Gales usa o alho-poró. Como tal, é visto nos uniformes dos Yeomen Warders na Torre de Londres e dos Yeomen da Guarda. Apresenta no design da moeda britânica Twenty Pence, cunhada entre 1982 e 2008, e no brasão real do Reino Unido. Ele também apresenta no brasão de armas do Canadá.
A rosa Tudor faz parte do emblema da tampa do Corpo de Inteligência do Exército Britânico. Também é notavelmente usado (embora de forma monocromática) como o símbolo do English Tourist Board. e como parte do emblema do Suprema Corte do Reino Unido.
A Tudor Rose é usada como emblema da Nautical Training Corps, uma organização juvenil uniformizada fundada em Brighton em 1944 com 20 unidades no sudeste da Inglaterra. O crachá do Corps tem o Tudor Rose na haste de uma âncora com o lema "Para Deus, Rainha e País". Também é usado como parte do emblema da tampa do corpo.
A rosa de Tudor é também proeminente em um número de vilas e cidades. A cidade real de Sutton Coldfield, usa o emblema freqüentemente, devido à cidade que está sendo dada a condição de cidade real pelo rei Henrique VIII.
O bairro de Queens em Nova York usa uma rosa Tudor em sua bandeira e selo.
A rosa Tudor é também usada nos emblemas de algumas unidades do Exército Português, depois de William, Conde de Schaumburg-Lippe, nomeadamente Gabinete de Classificação e Seleção de Lisboa e Forte da Graça.

A cidade de York, na Carolina do Sul, é apelidada de "The White Rose City", e a cidade vizinha de Lancaster, na Carolina do Sul, é apelidada de "A Cidade da Rosa Vermelha".

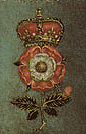
Retrato da Rainha Elizabeth I.
Emblema contemporâneo dos Yeomen Warders.
Cifra Tudor rose, usado por todos os monarcas ingleses e britânicos desde Henrique VII
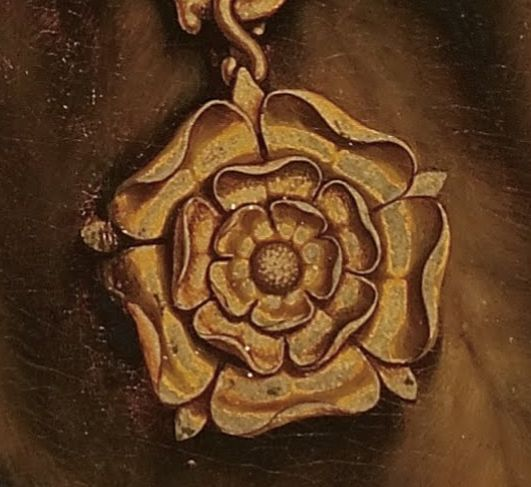
A rosa de Tudor usada na corrente no retrato de Sir Thomas More por Hans Holbein the Younger
Tudor subiu em um pedaço de vinte centavos de 1982Tudor subiu em um pedaço de vinte centavos de 1982